# Spinops
Spinops („trnitá tvář“) byl býložravý ceratopsidní dinosaurus, který žil asi před 76 milióny let na západě severoamerického kontinentu. Jeho fosilie byly objeveny v kanadské Albertě. Tento ceratopsid dosahoval délky kolem 4,5 až 5,5 metru a vážil zhruba 1300 kilogramů.

## Historie
Holotyp dinosaura nese označení NHMUK R16307 a jedná se o parietální kost, další části lebky jsou označeny s jiným katalogovým číslem. Tyto fosilie byly objeveny již roku 1916 na území pozdějšího Dinosaur National Park v Kanadě, poté byly lodí převezeny do Britského přírodovědeckého muzea v Londýně (kde jsou uloženy dosud). V roce 2011 bylo zjištěno, že reprezentují nový rod a druh centrosaurinního rohatého dinosaura. Ten byl pojmenován Spinops sternbergorum na počest svého někdejšího objevitele Charlese H. Sternberga. Stejně jako příbuzné rody Centrosaurus a Styracosaurus byl i Spinops poměrně robustním býložravým čtvernožcem s charakteristicky velkou, rohatou hlavou a s výrazným krčním límcem.